# ダウラト・ベグ・オルディ

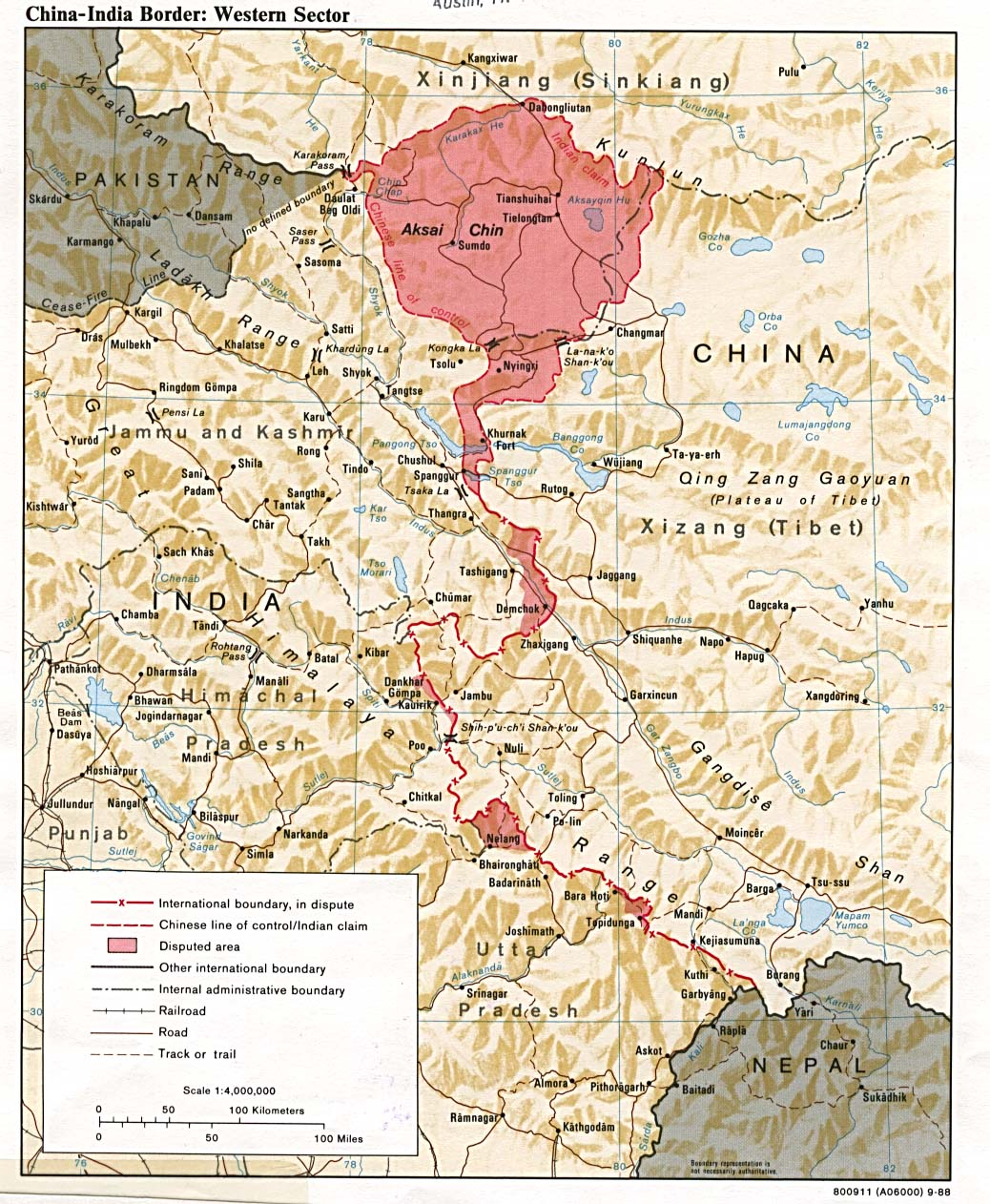
ダウラト・ベグ・オルディはラダックの最北端にある。

ダウラト・ベグ・オルディ(Daulat Beg Oldi, DBO)は、インド・ラダック連邦直轄地にある、ラダックとタリム盆地を結ぶ古代の交易路上のかつての野営地で、現在は軍事基地として使用されている。ダウラト・ベグ・オルディには標高5,065メートルの滑走路があり、これは世界最高所にある滑走路である。すぐ南を、チップチャップ川が東から西に向かって流れている。

## 地理と利用
ダウラト・ベグ・オルディは、インドの最北部にあるカラコルム山脈の最東端近くに位置し、中国との国境から南に8キロメートル、アクサイチンの実効支配線(LAC)から北西に9キロメートルの所にある。シアチェン氷河の軍事基地を除き、インド最北端の人の居住地である。最も近い町は、南にあるマーゴで、少数のバルティ人が住んでおり、主にアンズの栽培とヤクの飼育で生計を立てている。
2001年にインド政府は、ラダックの中心都市であるレーからダウラト・ベグ・オルディまでの自動車道路を建設する計画を初めて発表した。
冬には気温がマイナス55℃まで下がる。天気は頻繁に悪化し、強い氷のような風が吹き荒れる。ダウラト・ベグ・オルディでは、植物や野生生物はほとんど見られない。通信は、インマルサット（衛星電話）を介してのみ可能である。

## 語源
ダウラト・ベグ・オルディとは、チャガタイ語で「偉大で裕福な男が死んだ場所」という意味である。それが誰を指すのかについては様々な伝承があり、大規模なキャラバンが襲われた土地であるという話や、裕福な男がその財宝とともに埋葬されている土地であるという話などがある。
イギリスの植民地時代の外科医ヘンリー・ウォルター・ベリューによると、ダウラト・ベグ・オルディは「州の領主がここで死んだ」という意味で、その領主とは16世紀初頭のヤルカンド・ハン国のスルタン・サイード・ハンのことであるという。サイード・ハンはラダックへの軍事遠征からヤルカンドに戻る途中にこの地で死んだとされている。この軍事遠征のことは、サイード・ハンの従兄弟であった将軍ミールザー・ハイダル・ドゥグラトが著した『ターリーヒ・ラシーディー』に記録されている。

## 歴史
カラコルム峠を経由する交易路は、レーとタリム盆地の間を移動するキャラバンによって使用されていた。ダウラト・ベグ・オルディはキャラバンの野営地であったと考えられているが、恒久的に人が住んでいた形跡はない。1962年の中印国境紛争の後、国境は封鎖された。
2013年4月、人民解放軍の小隊規模の部隊が、インド軍の「DBO地区」内に位置するダウラト・ベグ・オルディの南東30キロメートルの地点に陣営を設営した（2013年ダウラト・ベグ・オルディ事件）。インドは当初、中国の陣営が実効支配線からインド側に10キロメートル入り込んでいると主張し、後にこれを19キロメートルに修正した。また、事件中に中国軍のヘリコプターがインドの領空を侵犯したと主張した。5月初旬、両軍は部隊を後退させた。

## 前線着陸場
インド陸軍は、ダウラト・ベグ・オルディにヘリポートと砂利滑走路を維持している。これは世界最高所の滑走路である。近くに駐留している軍隊に救援物資を供給するために、32機の航空機を使用して定期的な出撃が行われる。基地は1962年の中印国境紛争中に開設され、中隊長C.K.S.ラジェが最初に着陸を行った。これが、当時の世界最高地点での航空機着陸の記録となった。当初はアメリカ製のC-82輸送機（フェアチャイルド・パケット）で運用されていたが、1966年の地震により地表土がゆるみ、固定翼機の運用が困難となったため、滑走路は閉鎖された。滑走路の運用を再開するための作業が行われ、2008年5月31日にインド空軍のAn-32輸送機が着陸した。
インド空軍は1962年から1965年までここに輸送機を離着陸させ、43年の間をおいて、2008年より利用を再開した。2013年4月20日には、運用能力のデモンストレーションとして、インド空軍はダウラト・ベグ・オルディにC-130J輸送機（スーパーハーキュリーズ）を着陸させた。これは、2013年のダウラト・ベグ・オルディ事件の直後のことである。この着陸は、この高度での中距離航空機着陸の世界記録となる可能性がある。

## 中印国境会見場
ダウラト・ベグ・オルディは、インド陸軍と中国人民解放軍の定期的な協議のために、両軍の間で公式に合意された5つの国境職員会見場のうちの1つであり、緊張状態の解消に役立っている。